# Jan Wernard van den Bergh

Jan Wernard van den Bergh (Schoonhoven 27 april 1893 - Waalsdorpervlakte, 13 maart 1941) was een Nederlandse verzetsstrijder tijdens de Tweede Wereldoorlog.
Van den Bergh was slijper op de werf van Wilton-Fijenoord in Schiedam, en sloot zich aan bij de Geuzengroep rond Bernardus IJzerdraat. Hij was sergeant in de afdeling Vlaardingen. 
Op 2 december 1940 werd Van den Bergh gearresteerd en vastgezet in het Huis van Bewaring in Scheveningen ('Oranjehotel'). Hij was een van de achttien veroordeelden uit het Geuzenproces. Hij werd met zijn verzetsgenoten gefusilleerd op de Waalsdorpervlakte.
Jan Wernard van den Bergh is een van de achttien  uit het gedicht Het lied der achttien dooden van Jan Campert.
In Schiedam is het J.W. van den Berghpad naar hem genoemd. 